# Miantochora inaequilinea
Miantochora inaequilinea là một loài bướm đêm trong họ Geometridae.